# Kellen Winslow II
Pour les articles homonymes, voir Winslow.
(en) Statistiques sur pro-football-reference
Kellen Winslow II est un joueur américain de football américain né le 21 juillet 1983 à San Diego (Californie), qui évolue au poste de tight end. Son père, Kellen Winslow, a été aussi joueur de football américain pendant les années 1980 avec les Chargers de San Diego. Winslow porte le même numéro (80) que son père.

## Carrière
Il a été drafté au 1er tour (6e choix) en 2004 par les Browns de Cleveland. Au 17 janvier 2008, Winslow a réussi 8 touchdowns.
En 2009, il est échangé aux Buccaneers de Tampa Bay pour un choix de deuxième tour de la draft de 2009 et un choix de cinquième tour de la draft de 2010. Il réussit une bonne première saison et bat les records de réceptions (77) et de yards (884) pour un tight end de la franchise des Buccaneers. Il est la principale option offensive de l'équipe lors de cette saison.
Il mène toujours la franchise des Buccaneers en réceptions lors de la saison 2010. Il inscrit cinq touchdowns lors de cette saison. Il réitère la même performance la saison suivante avec trois touchdowns de moins en étant le principal receveur offensif. Malgré un bon début de saison, les Bucs terminent avec 4 victoires et 12 défaites.
Les Buccaneers sont échangés aux Seahawks de Seattle le 22 mai 2012. Après le camp d'entraînement de la saison 2012, Winslow est libéré par les Seahawks et se retrouve libre. Récupéré par les Patriots de la Nouvelle-Angleterre le 18 septembre, il ne joue qu'une seule rencontre et demande à être coupé par la franchise, ce qu'il obtient.
En 2013, il signe un contrat d'un an avec les Jets de New York. En octobre, il est suspendu pour quatre rencontres pour avoir utilisé des produits interdits. Il tente un retour à la compétition en 2016 mais bien qu'il fasse un essai avec les Packers de Green Bay, aucun contrat ne lui ait proposé.